# Klenova, Novohrad-Volînskîi
Klenova (în ucraineană Кленова) este localitatea de reședință a comunei Klenova din raionul Novohrad-Volînskîi, regiunea Jîtomîr, Ucraina.

## Demografie
Componența lingvistică a localității Klenova
     Ucraineană (98,99%)
     Rusă (1,01%)
Conform recensământului din 2001, majoritatea populației localității Klenova era vorbitoare de ucraineană (98,99%), existând în minoritate și vorbitori de rusă (1,01%).